# Trifolium ankaratrense
Trifolium ankaratrense là một loài thực vật có hoa trong họ Đậu. Loài này được Bosser miêu tả khoa học đầu tiên.